# Socialpolitik
Med socialpolitik avses direkta eller indirekta statliga åtgärder som syftar till att ge ett lands invånare skäliga levnadsvillkor. 
Ordet "välfärd" är intimt förknippat med socialpolitik. Vanligen betraktas åtgärder som till exempel stimulerar bostadsbyggande, ger fler arbetstillfällen, daghemsplatser och mänskligare kriminalvård som socialpolitik. 
De politiska verktygen för att uppnå detta är vanligen genom inkomstfördelning respektive en garanterad lägsta nivå på  sociala tjänster.
När samhället vidtar åtgärder för att ge invånarna trygghet i tillvaron, kallas det socialpolitik. En sådan trygghet skapas genom att ge vård och skydd vid sjukdom, ålderdom, arbetslöshet osv. Socialpolitik ska dock i första hand vara förebyggande. Som exempel kan nämnas lagstiftningen om arbetarskydd, arbetstid och semester. Hit hör också åtgärder för inkomstutjämning eller standardförbättringar för de sämst ställda. Ytterst syftar socialpolitiken till att alla människor ska få en tryggad tillvaro – det som brukar kallas välfärd.

## Historik

### Viktiga årtal i socialpolitiken i Sverige[1]
- 1901 Lag om ersättning vid olycksfall i arbetet
- 1912 Lag om arbetarskydd
- 1913 Folkpensionen införs
- 1919 Införande av 48 timmars arbetsvecka
- 1924 Lag om samhällets barnavård
- 1928 Lag om kollektivavtal
- 1931 Statligt stöd till sjukkassorna
- 1934 Första lagen om arbetslöshetsförsäkring
- 1935 Lag om folkpension
- 1937 Förebyggande mödra- och barnavård 
Mödrahjälp 
 Bidragsförskott till ensamstående föräldrar 
Bosättningslån
- 1938 Två veckors lagstadgad semester
Beslut om folktandvård
- 1944 Statligt stöd till barnstugor och social hemhjälp
- 1946 Statsbidrag till fria skolmåltider och fri skolmateriel
- 1948 Ny lag om folkpensioner träder i kraft
Allmänna barnbidrag
- 1949 Ny arbetarskyddslag
- 1951 Beslut om tre veckors semester
Folkpensionen indexregleras
- 1952 Kommunala bostadstillägg till folkpension
- 1954 Nykterhetsvårdslag
- 1955 Allmän sjukförsäkring införs
Läkemedelsrabattering inom sjukförsäkringen
- 1956 Socialhjälpslagen
- 1957 Beslut om 45 timmars arbetsvecka
- 1958 Program för folkpensionshöjningar
- 1959 Beslut om ATP-pensionen
- 1960 Barnavårdslagen
- 1963 Beslut om fyra veckors semester
De första ATP-pensionerna betalas ut
Lagen om allmän försäkring träder i kraft
- 1966 Beslut om 42 ½ timmars arbetsvecka
- 1967 Landstingen övertar den psykiatriska sjukvården
Sjukförsäkringsreform – karensdagarna avskaffas
- 1968 Ny läkemedelsrabattering – högst 15 kr för medicin på recept
Omsorgslagen för psykiskt utvecklingsstörda träder i kraft
Fler kostnadsfria läkemedel för handikappade
- 1969 Pensionstillskott till folkpension
Bostadstillägg till barnfamiljer
- 1970 Folkpensionen reformeras
Enhetliga avgifter vid läkarbesök i offentliga sjukvården
Beslut om 40 timmars arbetsvecka
- 1971 Arbetarskyddet och företagshälsovården förstärks
Apoteken förstatligas
- 1972 Höjda bostadstillägg för barnfamiljer
Garantibelopp för pensionärer i ålderdomshem
Ny sjukvårdslagstiftning – utbyggnad av den öppna sjukvården
- 1973 Beslut om allmän tandvårdsförsäkring och utbyggd folktandvård
Beslut om allmän förskola för alla sexåringar fr.o.m. 1975
Ny lagstiftning om arbetarskydd beslutas
- 1974 Sjukpenningreform – 90 procent sjuklön
Föräldraförsäkring
Bättre förmåner vid arbetslöshet
- 1975 Höjda folkpensioner
Beslut om sänkt pensionsålder till 65 år och rörlig pensionsålder bl.a. genom delpension
- 1976 Arbetsrättsreform (medbestämmandelagen)
- 1978 Ny arbetsmiljölag träder i kraft
Rätt till ledighet vid vård av barn införs
- 1979 Förslag till ny sociallagstiftning[förtydliga]